# حادثة سد راغاغان
حادثة سد راغاغان في 21 يوليو 2021 غرقت ثلاثة قوارب في اليوم الأول من عيد الأضحى في سد راغاغان في باجور، مما أسفر عن مقتل أربعة أشخاص وفقدان 20.
كان على متن القارب الغارق الأول سائحين كانوا ذاهبين إلى السد للقيام بنزهة بمناسبة العيد 18 شخصًا. ذهب القارب الثاني لإنقاذه وغرق هو الآخر. ثم ذهب القارب الثالث لإنقاذ الأشخاص في القاربين وغرق أيضًا. كما غرقت قوارب الإنقاذ التي تقل سبعة اشخاص. تم انتشال جثث أربعة أشخاص على متن القارب بينما تم إنقاذ أربعة أشخاص أحياء، بينهم ثلاثة أطفال تم نقلهم إلى المستشفى في حالة حرجة. وفقًا لمسؤولي الإنقاذ فقد 20 شخصًا وتجري عملية إنقاذ للعثور عليهم.
كما احتج الناس في سوق راغاغان على الحادث الذي وقع بسبب الترتيبات السيئة في سد راغاغان.